# 卡列玛·安托马尔基
卡列玛·安托马尔基·奥尔特加（西班牙語：Kaliema Antomarchi Ortega，1988年4月25日—），古巴女子柔道运动员，2017年世界柔道锦标赛女子78公斤级铜牌得主、2019年泛美运动会女子78公斤级银牌得主。